# Sacrobosco

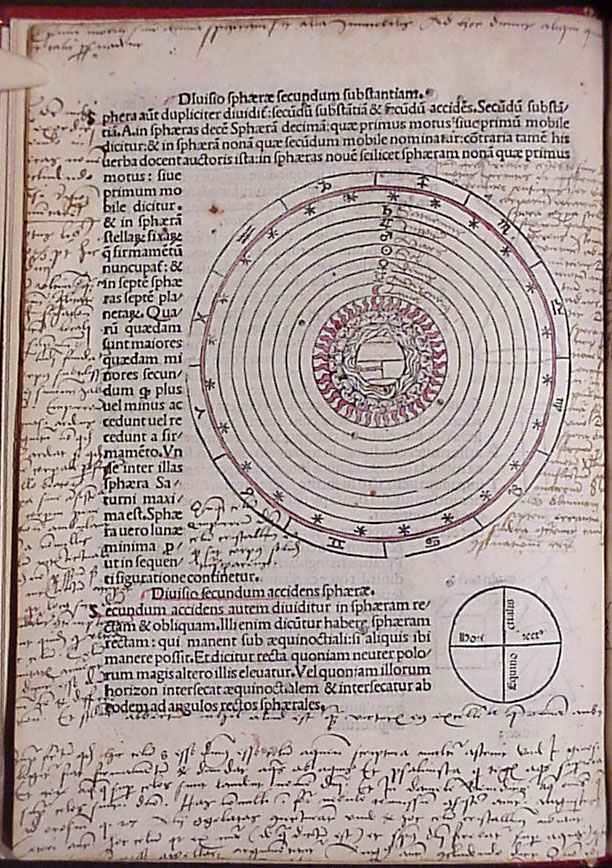
Strona z Tractatus de Sphaera

Johannes de Sacrobosco lub Sacro Bosco (Jan ze Świętego Lasu, ang. John of Holywood, ur. ok. 1195, zm. 1256 w Paryżu) – angielski uczony, astronom, astrolog i komputysta, wykładowca Uniwersytetu Paryskiego.

## Życiorys
Miejsce urodzenia nie jest znane. Tradycyjnie uważano, że urodził się w Halifaksie. Obecnie ta identyfikacja jest odrzucana, gdyż Halifax znaczy 'święte włosy', a nie 'święty las'. Sacrobosco kształcił się na Uniwersytecie Oxfordzkim. Przybył do Paryża 5 czerwca 1221. Nie wiadomo jednak, czy był wówczas studentem sztuk wyzwolonych, czy licencjatem. Po pewnym czasie został wykładowcą matematyki. Ok. 1230 powstało jego najbardziej znane dzieło Tractatus de Sphaera (pol. O sferach) poświęcone Ziemi i jej miejscu we Wszechświecie. Praca była podręcznikiem akademickim przez następne cztery wieki. Sacrobosco opisuje w niej Ziemię jako kulę. Pracą Algorismus, która była prawdopodobnie jego pierwszym dziełem, Sacrobosco wprowadził do wykładów uniwersyteckich cyfry arabskie i zasady arabskiej matematyki.
Sacrobosco stał się sławny dzięki swojej krytyce kalendarza juliańskiego. W swoim dziele komputystycznym De Anni Ratione (1235) utrzymywał, że kalendarz juliański jest opóźniony w stosunku do roku słonecznego o 10 dni, ale nie zaproponował, jak ten błąd naprawić. Utrzymywał, że luty w pierwotnej wersji kalendarza, wprowadzonej przez Juliusza Cezara posiadał 29, a w latach przestępnych 30 dni. Dopiero w 8 r. n.e. cesarz Oktawian August skrócił ów miesiąc po to, by dodatkowy dzień "przekazać" sierpniowi. Miało to na celu przedłużenie tego miesiąca tak, aby sierpień (łac. Augustus), któremu nadano nazwę na cześć Oktawiana Augusta (poprzednio nosił miano Sextilis), nie był krótszy od miesiąca Juliusza Cezara – lipca (łac. Julius). Oznaczałoby to, iż lata przestępne w okresie 44 r. p.n.e.–8 r. n.e. miały luty liczący 30 dni. Informacje te nie są jednak potwierdzone, co nie wyklucza, iż Sacrobosco posiadał je ze źródeł, które nie dotrwały do naszych czasów.
Data śmierci Sacrobosco nie jest znana. Wymieniane są lata 1234, 1236, 1244 i 1256. Został pochowany w klasztorze Saint-Mathurin w Paryżu, a inskrypcja nagrobna podaje, że był komputystą. Imieniem Sacrobosco nazwano krater na Księżycu.